# Карагайлы (Челябинская область)
Карагайлы — деревня в Кунашакском районе Челябинской области, входит в состав Муслюмовского сельского поселения.

## География
Расположен в восточной части района. Расстояние до районного центра, Кунашака, 21 км.

## История
Поселок основан в 1954—55, в нем проживали работники Султаевской геологоразведочной партии.

## Население
| 2002 | 2010 |
| ---- | ---- |
| 14   | ↘7   |

(в 1970 — 245, в 1983 — 59, в 1995 — 89)

## Улицы
- Центральная улица